# 수성초등학교 (부산)
수성초등학교는 대한민국 부산광역시 동구 수정동에 있는 공립 초등학교이다.

## 학교 연혁
- 1955.04.28 수성국민학교 개교(26학급 편성)
- 1988.02.13 병설유치원 개원(2학급)
- 1996.03.01 수성초등학교로 개칭
- 1999.05.13 학교 재건축 준공
- 2003.04.19 지하 공영주차장 공사 및 운동장 정비
- 2009.02.11 영어체험학습실개관
- 2013.02.26 스마트 교실 구축
- 2013.02.28 급식실 현대화
- 2017.12.01 무한상상실 구축
- 2018.10.29 창의융합과학실 구축
- 2019.09.03 VR 스포츠실 구축
- 2020.02.21 제63회 45명 졸업식, 누계 21,604명
- 2020.03.01 제24대 김미화 교장 취임
- 2020.03.02 13학급 편성(특수 1학급 포함), 신입생  30명
- 2024.03.01 제25대 김영희 교장 취임

## 참고 자료
- 수성초등학교 - 한국교육학술정보원 학교알리미